# فرودگاه روروتو

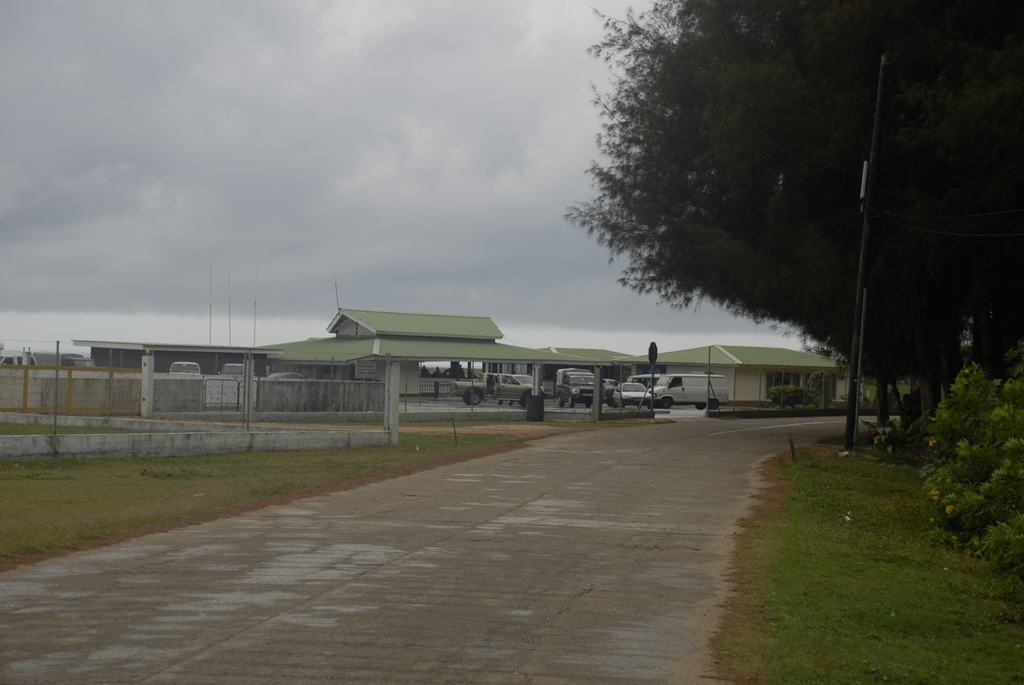
نمایی از فرودگاه روروتو، پلی‌نزی فرانسه

فرودگاه روروتو (به انگلیسی: Rurutu Airport) یک فرودگاه با کد یاتا RUR است . این فرودگاه در کشور پلی‌نزی فرانسه قرار دارد .

## شرکت‌های هواپیمایی و مقصدهای پروازی

### مسافری
| شرکت‌های هواپیمایی | مقصدهای پروازی     |
| ----------------- | ------------------ |
| ایر تاهیتی        | اهه، فاآ، Takapoto |